# Manisa Tarzanı
Manisa Tarzanı (in italiano: Tarzan di Magnesia) è un film drammatico turco del 1994 diretto da Orhan Oğuz. Il film è stato selezionato dalla Turchia per il premio Oscar al miglior film in lingua straniera ai 67° Academy Awards, ma non è stato accettato come candidato.

## Trama
Dopo la fine della Guerra di indipendenza turca, nella città di Magnesia, incendiata dall'esercito greco in rotta, arriva un uomo insignito della medaglia dell'Indipendenza, il quale cercherà di ricostruire la natura devastata nella città: Ahmet Bedevi, presto soprannominato dagli abitanti della città egea il 'Tarzan di Magnesia'.